# Bảo tàng Emil Zegadłowicz ở Gorzeń Górny
Bảo tàng Emil Zegadłowicz ở Gorzeń Górny (tiếng Ba Lan: Muzeum Emila Zegadłowicza w Gorzeniu Górnym) là một bảo tàng tiểu sử nằm trong một trang viên được xây dựng vào thế kỷ 18, tọa lạc tại Gorzeń Górny, Ba Lan.  

## Lược sử hình thành
Bảo tàng Emil Zegadłowicz ở Gorzeń Górny được thành lập vào năm 1946 theo khởi xướng của vợ và các con của nhà văn. Năm 1980, Bảo tàng tạm đóng cửa để cải tạo tòa nhà. Bảo tàng mở cửa đón công chúng trở lại vào năm 1995. Tháng 12 năm 2017, do gặp khó khăn về tài chính nên các bộ sưu tập của Bảo tàng được chuyển đến Lâu đài Sucha Beskidzka, và Bảo tàng đã bị đóng cửa.

## Triển lãm
Bộ sưu tập của Bảo tàng Emil Zegadłowicz ở Gorzeń Górny bao gồm các các hiện vật và kỷ vật có liên quan đến cuộc đời và công việc của Emil Zegadłowicz và giới thiệu văn hóa trong giai đoạn giữa hai cuộc chiến tranh. Ngoài ra, trong bộ sưu tập của Bảo tàng còn có tranh của các họa sĩ: Leon Wyczółkowski, Jerzy Hulewicz, Józef Mehoffer, Władysław Lam, Stanisław Noakowski, Bronisława Rychter-Janowska và Zbigniew Pronaszko, và các thứ khác. Bảo tàng cũng chứa thư từ trao đổi giữa nhà văn với Bolesław Leśmian, Julian Tuwim và Maria Pawlikowska-Jasnorzewska.